# Nordwestblock
Nordwestblock je pojem, ki označuje skupino antičnih evropskih ljudstev, ki so naseljevala današnjo Nizozemsko, Belgijo, severno Francijo in zahodni del Nemčije. Njihovo območje so zamejevale reke Maina, Weera, Aller, spodnja Wesera in Ren. Spadala so v okvir staroevropskega jezikovnega fonda in okoli leta 200 pr. n. št. zagotovo še niso bila germanizirana.
Skupini Nordwestblock so mdr. pripadali (kasneje germanizirani) Heruski, Hermunduri in Hati. Okoli začetka našega štetja so ljudstva skupine Nordwestblock prišla pod vpliv germanskega vladajočega sloja, ki mu je pripadal tudi vojskovodja Heruskov Arminius. Za razliko od Germanov pa ljudstva skupine Nordwestblock večinoma niso sodelovala v veliki selitvi narodov. Iz njihovega substrata naj bi domnevno nastali tudi kasnejši Franki. 
V preteklosti so nekateri zgodovinarji in jezikoslovci skupino Nordwestblock prištevali k Ilirom, jezikoslovec Hans Kuhn pa je leta 1962 zagovarjal tezo, da je prebivalstvo Nordwestblock govorilo venetski jezik.